# Moczary (Dziewięcierz)
Moczary – przysiółek wsi Dziewięcierz w Polsce, położony w województwie podkarpackim, w powiecie lubaczowskim, w gminie Horyniec-Zdrój.
W latach 1975–1998 przysiółek administracyjnie należał do województwa przemyskiego.
Przez Moczary (Dziewięcierz) prowadzi zielony szlak turystyczny  Szlak im. św. Brata Alberta z Narola do Horyńca-Zdroju, związany z działalnością i życiem św. Brata Alberta Chmielowskiego i bł. Bernardyny Marii Jabłońskiej, urodzonej w Pizunach koło Narola.